# Kayenta
Kayenta (navaho Tó Dinéeshzheeʼ) és una concentració de població designada pel cens dels Estats Units a l'estat d'Arizona. Segons el cens del 2000 tenia 4.922 habitants.

## Demografia
Segons el cens del 2000, Kayenta tenia 4.922 habitants, 1.245 habitatges, i 1.035 famílies La densitat de població era de 143,5 habitants/km².
Dels 1.245 habitatges en un 58,2% hi vivien nens de menys de 18 anys, en un 51,3% hi vivien parelles casades, en un 25,5% dones solteres, i en un 16,8% no eren unitats familiars. En el 14,6% dels habitatges hi vivien persones soles l'1,8% de les quals corresponia a persones de 65 anys o més que vivien soles. El nombre mitjà de persones vivint en cada habitatge era de 3,95 i el nombre mitjà de persones que vivien en cada família era de 4,39.
Per edats la població es repartia de la següent manera: un 44,4% tenia menys de 18 anys, un 9,6% entre 18 i 24, un 26,2% entre 25 i 44, un 16,9% de 45 a 60 i un 2,9% 65 anys o més.
L'edat mediana era de 22 anys. Per cada 100 dones de 18 o més anys hi havia 83 homes.
La renda mediana per habitatge era de 31.707 $ i la renda mediana per família de 32.500 $. Els homes tenien una renda mediana de 40.804 $ mentre que les dones 21.912 $. La renda per capita de la població era de 9.421 $. Aproximadament el 29,5% de les famílies i el 34,1% de la població estaven per davall del llindar de pobresa.
Segons el cens dels Estats Units del 2010 el 92,27% són nadius americans, el 4,56% blancs, el 0,25% afroamericans, el 0,080% asiàtics, el 0,02% illencs del Pacífic, el 0,31% d'altres races, i 2,51% de dues races o més. L'1,97% de la població són hispànics.

## Poblacions més properes
El següent diagrama mostra les poblacions més properes.